# Bilderbergconferentie 2005
De Bilderbergconferentie van 2005 werd gehouden van 5 t/m 8 mei 2005 in het Dorint Sofitel Seehotel Überfahrt Tegernsee in Rottach-Egern, Duitsland. Vermeld zijn de officiële agenda indien bekend, alsmede namen van deelnemers indien bekend. Achter de naam van de opgenomen deelnemers staat de hoofdfunctie die ze op het moment van uitnodiging uitoefenden.

## Agenda
- European-American relations (Europees-Amerikaanse relatie)
- Iran (Iran)
- Iraq (Irak)
- The Middle East (Het Midden-Oosten)
- Non-Proliferation (Non-proliferatie)
- Asia (Azië)
- Economic Problems (Economische problemen)
- Russia (Rusland)

## Deelnemers
- Nederland - Koningin Beatrix, staatshoofd der Nederlanden
- België - Filip van België, kroonprins van België
- Nederland - Jozias van Aartsen (fractievoorzitter VVD)
- België - Étienne Davignon (vicevoorzitter Suez-Tractebel)
- Nederland - Arthur Docters van Leeuwen
- Nederland - Victor Halberstadt (Professor Economie, Rijksuniversiteit Leiden;voormalig secretaris Bilderberggroep)
- België - Jean-Pierre Hansen (voorzitter Suez-Tractabel)
- Nederland - Jaap de Hoop Scheffer (NAVO)
- België - Jan Huyghebaert (voorzitter van de raad van bestuur, KBC-Groep)
- België - Anne-Marie Lizin
- Nederland - Neelie Kroes (Eurocommissaris van Mededinging)
- Nederland - Michel Tilmant (voorzitter ING N.V.)
- Nederland - Jeroen van de Veer (Royal Dutch Shell)

1954 ·
1955 (1) ·
1955 (2) ·
1956 ·
1957 (1) ·
1957 (2) ·
1958 ·
1959 ·
1960 ·
1961 ·
1962 ·
1963 ·
1964 ·
1965 ·
1966 ·
1967 ·
1968 ·
1969 ·
1970 ·
1971 ·
1972 ·
1973 ·
1974 ·
1975 ·
(1976) ·
1977 ·
1978 ·
1979 ·
1980 ·
1981 ·
1982 ·
1983 ·
1984 ·
1985 ·
1986 ·
1987 ·
1988 ·
1989 ·
1990 ·
1991 ·
1992 ·
1993 ·
1994 ·
1995 ·
1996 ·
1997 ·
1998 ·
1999 ·
2000 ·
2001 ·
2002 ·
2003 ·
2004 ·
2005 ·
2006 ·
2007 ·
2008 ·
2009 ·
2010 ·
2011 ·
2012 ·
2013 ·
2014 ·
2015 ·
2016 ·
2017 ·
2018 ·
2019 ·
2020 ·
2021 ·
2022 ·
2023